# 한기범
한기범(韓基範, 1963년 6월 7일 ~ ) 은 대한민국의 전 농구 선수이자, 전 한국농구연맹의 기술위원이자 한기범 농구교실 회장을 역임하고 있다. 현역 시절에는 기아자동차에서 뛰었다. 현재는 농구인, 방송인으로 활약을 하고 있으며 큰 신장(205cm)을 이용한 고공 플레이로 오랫동안 대한민국에서 정상급 선수로 활동했다. 한때 희귀병인 마르판 증후군으로 2차례 수술을 받은 적이 있으며, 현재는 규칙적으로 농구와 등산 등을 즐기면서 정상생활을 하고 있으며 또 "한기범의 희망콘서트"라는 책을 출판하는 한편, 사단법인 한기범희망나눔 대표로 열정적으로 사회사업(어린이심장병, 다문화가정, 농구꿈나무 지원사업)을 하고 있다.
마르판 증후군으로 30대의 젊은 나이에 동생 한기수를 잃은 전력이 있고 똑같은 병으로 아버지도 잃었는데 본인(한기범)이 서울로 오면서 1년 유급 사실로 고등학교 3학년이었던 1981년 모든 대회에 출전이 금지당했을 당시 아버지가 이 해 12월 30일  세상을 떠났다. 그 자신도 2차례 수술을 통해 사경을 헤맨 적이 있었다고 한다.

## 학력
- 입장초등학교
- 입장중학교
- 명지고등학교
- 중앙대학교

## 소속
- 사단법인 한기범희망나눔, 한기범 농구교실

## 소속사
- 이피플코리아

## 경력
- 2012 ~ 현 사단법인 한기범희망나눔 회장
- 2007 ~ 현 한기범농구교실 회장
- 2012 ~ 현 국민생활체육회 홍보대사
- 2012 ~ 2013 구세군 친선대사
- 2012 ~ 2013 동작구청 홍보대사
- 2012 ~ 2013 서울특별시교육청 금연홍보대사
- 2011 ~ 현 의정부시 홍보대사
- 2009 ~ 2010 개그원나잇쇼공연 출연
- 2008 ~ 2009 경기도청소년문화협회 홍보대사
- 2008 ~ 2009 어린이재단 개그프렌즈 홍보대사
- 2006 ~ 2007 앤드원투어 농구팀 감독
- 2002 SBS방송국 시트콤 "레츠고" 외 다수 출연
- 2000 ~ 2002 KBL프로농구연맹 기술위원
- 1999 ~ 2001 중앙대학교 농구팀 코치
- 1997 ~ 1998 구로고등학교 농구팀 코치
- 1986 ~ 1996 기아자동차 농구단 선수
- 1983 ~ 1993 국가대표팀 농구선수

### 수상경력
- 2015 코리아 파워 리더 연말 대상 사회공헌 체육인 부문
- 2014	대한민국 창조경영대상 문화체육공로부문
- 2013	대한민국 나눔국민대상 보건복지부장관상
- 2012	제1회 보건복지부 행복나눔인상 노블레스 오블리주부문
- 2012 강원도교육감 감사패 수여
- 1987 대한민국 체육훈장 기린장 수여
- 1989 농구대잔치 MVP
- 리바운드상,수비상 다수 수상
- 이외 농구코리안시리즈,종별농구선수권대회 등 여러대회에서 수차례 MVP 수상

## 출연작

### 방송 프로그램
- 2007년 MBC 《뉴하트》 - 농구 구단주 역 (특별출연)
- 2002년/2009년 KBS 《TV는 사랑을 싣고》 - 게스트

### 광고
- 2001년 명인제약 콜그린 (조형기, 전원주와 함께 출연)
- 2001년 롯데리아 불갈비버거
- 2002년 오리온 썬칩 (김승현과 함께 출연)
- 2003년 SK텔레콤 네이트 파워덩크·포켓야구2 (강병규와 함께 출연)
- 2021년 hy 윌·엠프로3·쿠퍼스 (이준혁, 유재명과 함께 출연)

## 가족 관계
- 배우자 : 안미애
  - 장남 : 한이세 (1994년 ~ )
  - 차남 : 한다온 (1999년 ~ )